# Eupithecia hydrargyrea
Eupithecia hydrargyrea es una especie de polilla de la familia Geometridae. La especie fue descrita por primera vez por Claude Herbulot habiendo sido descrita en 1954, con distribución en Madagascar. El holotipo de la especie fue descrita en el sector Ambahona del volcán Ankaratra.

## Descripción
E. bicurvicera tiene alas alargadas, con el extremo anterior de color marrón con una raya negra corta en el espacio mediano hacia el borde exterior y seguida de un adelgazamiento blanquecino que se extiende casi hasta el borde del ala. La longitud del ala anterior es de 10,5 milímetros (0,4 plg).
Tiene gran similitud morfológica con otra especie de Madagascar, E. cohabitans pero las partes anteriores están mucho más lavadas de color blanquecino, por lo que la característica raya negra de la E. bicurvicera se destaca mucho más claramente en la parte inferior del ala.